# Orchestra Simfonică Națională de Radio a Ucrainei
Orchestra Simfonică Națională de Radio a Ucrainei (în ucraineană: Симфонічний оркестр Українського радіо – „Sîmfonicinîi orkestr Ukraiinskoho radio”) este orchestra postului de radio de stat ucrainean UA: Ukraiinske radio⁠(d).

## Istoric
Orchestra a avut primul concert la 5 octombrie 1929 la Harkov. Însoțit de rezonanăă pozitivă, acest concert a fost considerat un moment important în istoria culturală a țării. Sub conducerea lui iakiv Rozenștein, cei 45 de membri ai Orchestrei din Harkov au fost cei mai cunoscuți muzicieni. Pe 14 octombrie, orchestra a deschis primul ciclu simfonic cu Simfonia nr. 5 în mi minor a lui Ceaikovski și Suita nr. 3 în sol major.
Din cauza schimbărilor politice, precum și a schimbărilor interne, orchestra s-a mutat în noua capitală a Ucrainei, Kiev, în 1934 și și-a mărit numărul de membri la 60 de muzicieni. Fiind singura orchestră finanțată de stat dedicată exclusiv lucrărilor simfonice, ansamblul a început să producă pentru casele de discuri internaționale alături de înregistrările sale radio. De asemenea, au continuat să aibă loc și concerte, ale căror înregistrări video s-au dovedit în curând a avea un succes comercial deosebit și au crescut considerabil resursele financiare ale orchestrei.
În 1971, orchestra a primit titlul onorific de Artist al Poporului pentru serviciile sale de menținere a tradiției muzicale est-europene, în special cea ucraineană și cu peste 10.000 de producții. În 2001 a primit statutul academic pentru serviciile sale în dezvoltarea artei muzicale în Ucraina.
De-a lungul anilor, orchestra a lucrat cu dirijori de renume internațional precum Mîkola Kolessa, Natan Rachlin, Theodore Kuchar și Aram Gharabekian și a făcut turnee în țări precum Germania, Italia, Franța, Spania, Polonia, Coreea de Sud, Iran și Algeria. 

## Dirijori
- Iakiv Rozenștein
- Herman Adler
- Mîhailo Kanerștein
- Petro Poleakov
- Kosteantîn Simeonov
- Vadîm Hniedaș
- Volodîmîr Sirenko
- Veaceslav Blinov
- din 2005: Volodîmîr Șeiko